# كتاب هان اللاحق
كتاب هان اللاحق هو كتاب يغطي تاريخ هان الشرقية" تم تأليف الكتاب في عام 445م في عهد "ليو سونغ" وكان يحتوي على 119 مجلد والكتاب مقتبس من كتاب هان وسجلات المؤرخ الكبير الذي كتب في سنة 108ق. وقد عرضه فان يي على "الإمبراطور أن".